# ال سرو-مونتری پارک (نیومکزیکو)
ال سرو-مونتری پارک(به انگلیسی: El Cerro-Monterey Park) شهری در ایالت نیومکزیکو کشور ایالات متحده آمریکا است که جمعیت آن در سرشماری سال ۲۰۱۰ میلادی، ۵٬۴۸۳* نفر بوده‌است.